# Coleophora joannisella
Coleophora joannisella é uma espécie de mariposa do gênero Coleophora pertencente à família Coleophoridae.